# Яххотеп II
Яххотеп II — давньоєгипетська цариця і, ймовірно, велика царська дружина фараона Камоса.

## Різні Ахотеп
Назви / нумерація єгиптологами цариць на ім'я Яххотеп змінювалися протягом багатьох років.
Наприкінці ХІХ століття єгиптологи вважали, що Яххотеп I була дружиною Таа II Секененра. Деякі експерти вважали, що труни Дейр-ель-Бахарі та Дра'Абу ель-Наги належать їй. Крім того, вважалося, що Яххотеп II була дружиною Аменхотепа I, оскільки труна зі сховища Дейр-ель-Бахарі вважалася належною цариці на ім'я Яххотеп II.
У 1970-х роках було відмічено, що труна Дейр-ель-Бахарі має титул «Мати царя», але в Аменхотепа I не було сина. Тому назва має стосуватися матері Яхмоса I. У 1982 році Робінс припустив, що Яххотеп I була власницею позолоченої труни з Дра Абу ель-Наги. Яххотеп II — це цариця, згадана на труні Дейр-ель-Бахарі, а Яххотеп III — цариця, згадана на статуї принца Яхмоса.
Слідом за Додсоном і Хілтоном (2004) тепер вважається, що Яххотеп І була дружиною Секененре Тао і матір'ю Яхмоса I. Яххотеп II тепер вважається царицею, ідентифікованою з позолоченої труни, знайденої в Дра Абу ель-Нага' і, отже, можливо, дружина Камоса. Більше не вважається, що існувала цариця на ім'я Яххотеп III.
У цій статті була використана інтерпретація Додсона та Хілтона.

## Сім'я
| iaH | R4 · t · p |

| iaH | R4 · t · p |

Вважається, що Яххотеп II була дружиною Камоса і, можливо, матір'ю цариці Яхмос-Сіткамос. Цілком можливо, що Яххотеп II ідентична цариці, відомій як Яххотеп I. Якщо так, то вона, можливо, була одружена з Секененре Тао.
Титул Матері царя можна знайти лише на труні з Дейр-ель-Бахарі, а не на похоронному інвентарі з Дра'Абу ель-Нага'. Можна стверджувати, що Яххотеп II була царською дружиною, але ніколи не була матір'ю фараона, а отже, не тією ж особою, що Яххотеп I.

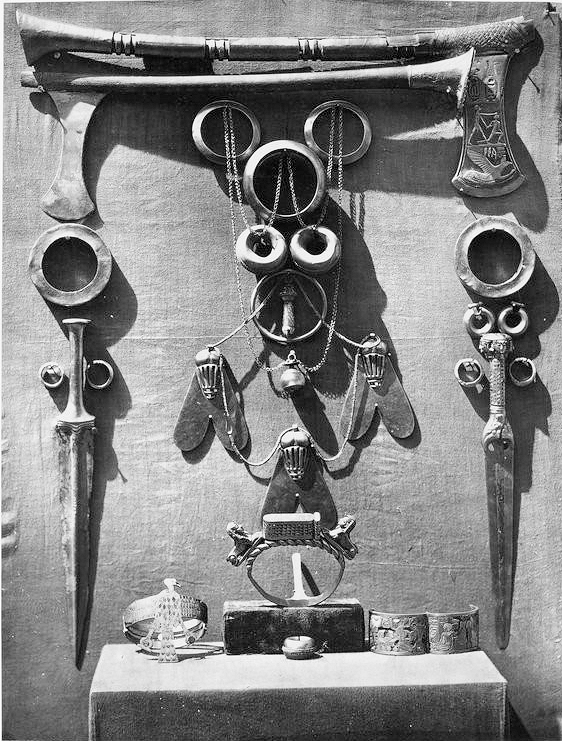
Коштовності та зброю, знайдені в гробниці Яххотеп II

## Поховання
Яххотеп II була похована у Дра'Абу ель-Нага' та повторно відкрита у лютому 1859 року робітниками, найнятими Огюстом Маріеттом. У могилі знаходилася її мумія (знищена в 1859 році) і золоті та срібні прикраси. Церемоніальне лезо сокири з написом, виготовлене з міді, золота, електруму та дерева, було прикрашене грифоном у мінойському стилі. Три золоті мушки, що входили до комплекту, були нагородами, якими зазвичай нагороджували людей, які добре служили і зарекомендували себе у війську. Кілька предметів мали ім'я Камос, але більше було написів з ім'ям Яхмос І.

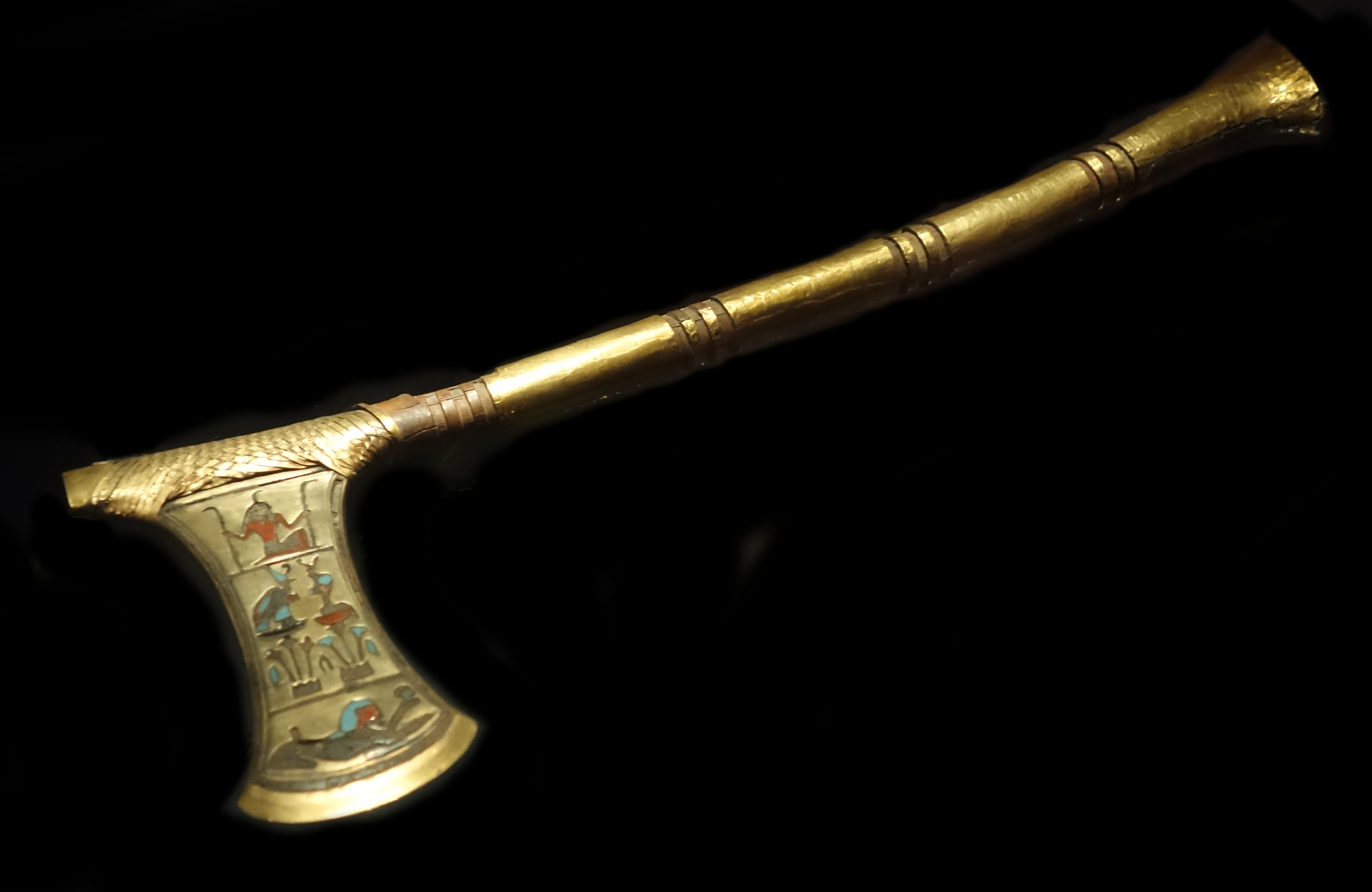
Церемоніальна сокира на ім'я Яхмоса I, знайдена в гробниці цариці Яххотеп II. Ця сокира прославляє перемоги Яхмоса. На ньому зображено титул королів разом із зображеннями царя, що б'є азіатського ворога, і молитвами за багато років правління. 18-та династія, від Дра Абу ель-Наги. CG 52645 / JE4673 Луксорський музей.

На труні Дра Абу ель-Нага та на пов'язаних з нею предметах є написи з використанням ранньої форми гліфа Ях. Зображення ієрогліфа змінювалося між 18 і 22 роками Ахмосе I. Використання ранньої форми Ях дозволяє припустити, що цариця Яххотеп II померла десь до 20 року Яхмоса I. Це дозволяє припустити, що ця цариця не є Яххотеп, матір'ю Ахмоса, оскільки ця цариця з'являється на стелі, датованій Аменхотепом I і, можливо, дожила до правління Тутмоса I.

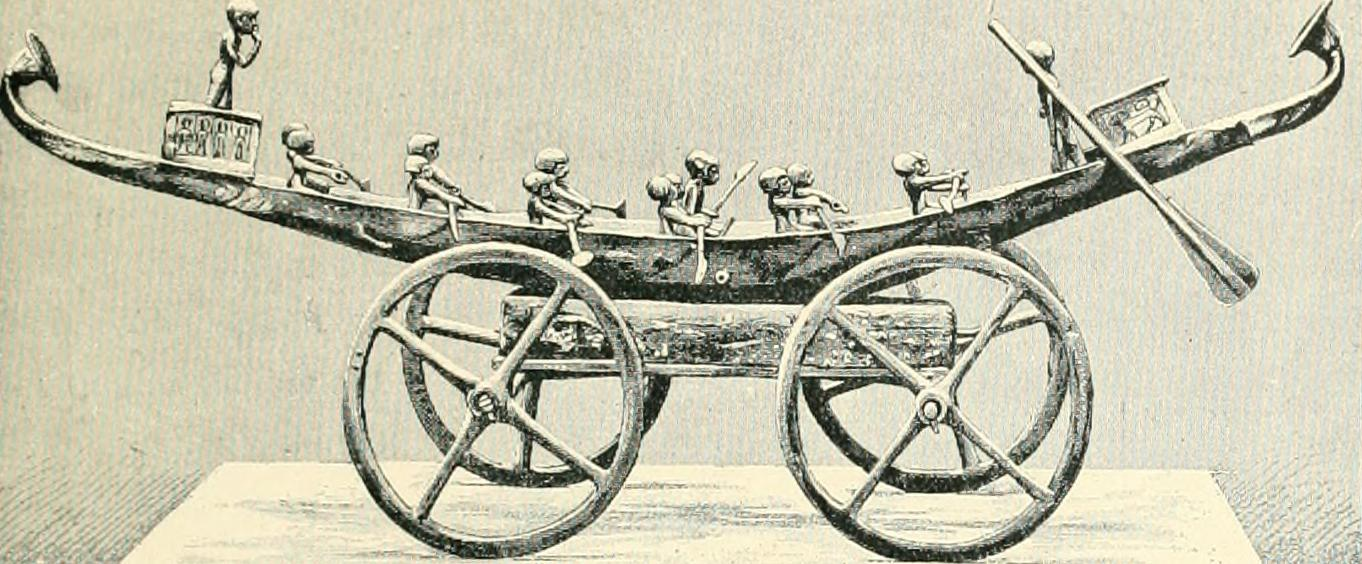
Модель золотого човна з гробниці Яххотеп

## Альтернативна теорія
Альтернативну інтерпретацію розробила Енн Мейсі Рот. У цій інтерпретації фараон Секененре Тао мав трьох дружин-королев:
- Яххотеп I, яка була матір'ю принца на ім'я Яхмос (не майбутній фараон) і кількох принцес на ім'я Яхмос.
- Сітджехуті, яка була матір'ю принцеси на ім'я Яхмос.
- Тетішері, яка була матір'ю Камоса, Ахотепа II і Яхмос-Хенуттамеху.

Камос одружився зі своєю сестрою Яххотеп II. Вони були батьками Яхмоса I, Яхмос-Нефертарі та Яхмос-Сіткамос.